# Amanoa
Amanoa, biljni rod iz porodice filantusovki (Phyllanthaceae). Pripada mu 16 vrsta iz tropske Amerike i Afrike

## Vrste
1. Amanoa almerindae Leal
2. Amanoa anomala Little
3. Amanoa bracteosa Planch.
4. Amanoa caribaea Krug & Urb.
5. Amanoa congesta W.J.Hayden
6. Amanoa cupatensis Huber
7. Amanoa glaucophylla Müll.Arg.
8. Amanoa gracillima W.J.Hayden
9. Amanoa guianensis Aubl.
10. Amanoa marapiensis Secco
11. Amanoa nanayensis W.J.Hayden
12. Amanoa neglecta W.J.Hayden
13. Amanoa oblongifolia Müll.Arg.
14. Amanoa sinuosa W.J.Hayden
15. Amanoa steyermarkii Jabl.
16. Amanoa strobilacea Müll.Arg.